# 林頓 (喬治亞州)
林頓（英語：Linton）是位於美國喬治亞州漢考克縣的一個非建制地區。該地的面積和人口皆未知。

## 地理
林頓的座標為33°07′00″N 82°59′34″W / 33.11667°N 82.99278°W，而該地的平均海拔高度為137米（即449英尺）。